# Go!!GO!GO!Go!!
『Go!!GO!GO!Go!!』（ゴー!!ゴー!!ゴー!!ゴー!!）は、GO!GO!7188の8枚目のオリジナルアルバム。

## 概要
デビュー10周年を迎えるGO!GO!7188が、前作『アンテナ』から16ヶ月振りにリリースした、FlyingStar Records移籍後初となるアルバム。
GO!GO!7188は2年後の2012年に解散したため、結果として本作が最後のアルバムとなった。

## 収録曲
| 全作詞: アッコ。 |                                                |        |                  |      |
| #                | タイトル                                       | 作詞   | 作曲             | 時間 |
| 1.               | 「エオエオエ」                                 | アッコ | ユウ（特記以外） | 4:52 |
| 2.               | 「リフレイン リフレイン」                      | アッコ | ユウ（特記以外） | 4:20 |
| 3.               | 「まやかしの世界」                             | アッコ | ユウ、ターキー   | 4:52 |
| 4.               | 「最後の晩餐」                                 | アッコ | ユウ（特記以外） | 4:52 |
| 5.               | 「毒リンゴ」                                   | アッコ | ユウ（特記以外） | 4:04 |
| 6.               | 「バラード」                                   | アッコ | ユウ（特記以外） | 6:03 |
| 7.               | 「楽園のおはなし」                             | アッコ | ユウ（特記以外） | 5:18 |
| 8.               | 「くつしたの穴〜あしのけちゃんと剃ったのに〜」 | アッコ | ユウ（特記以外） | 4:42 |
| 9.               | 「耳たぶ2号」                                  | アッコ | ユウ（特記以外） | 4:05 |
| 10.              | 「シュガー&スパイス」                          | アッコ | ユウ（特記以外） | 3:41 |
| 11.              | 「ええじゃないか」                             | アッコ | ユウ（特記以外） | 5:07 |
| 12.              | 「今日の歌」                                   | アッコ | ユウ（特記以外） | 4:17 |
| 13.              | 「Nothing2」                                   | アッコ | ユウ（特記以外） | 6:42 |
| 14.              | 「365連休ブギ」(EXTRA TRACK)                   | アッコ | アッコ、ターキー | 3:53 |